# Hargeisa
Hargeisa (somali Hargeysa, árabe هرجيسا) é a capital da Somalilândia, uma região autônoma no noroeste da Somália. A cidade foi também a capital colonial da Somalilândia Britânica de 1941 a 1960 quando esta se uniu com o sul para formar a República da Somália. Hargeisa é de jure, a segunda maior cidade da Somália.